# Wulfeshorn
Wulfeshorn oder Wulveshorn bezeichnet ein Horn, mit dem ein Wächter im Mittelalter die Bewohner eines Dorfes oder einer Stadt vor herannahenden Wölfen durch sein Hornsignal weithin hörbar warnen musste. Ganze Straßenzüge wurde nach der volkstümlichen Bezeichnung oder nach den Flurnamen benannt, so etwa
- Wulfeshorn, historische Straße des Dorfes und heute hannoverschen Stadtteils Hannover-Badenstedt[2]
- „maior Wulfeshorn“ in Hannover, auch „In dem groten Wulveshorne“ und „In dem groten Wulveshorne“ genannter Verkehrsweg, siehe Große Packhofstraße (Hannover)[1]